# والتر پونتل
والتر پونتل (انگلیسی: Walter Pontel; ۴ اکتبر ۱۹۳۷ – ۶ ژانویهٔ ۲۰۰۳) بازیکن فوتبال اهل ایتالیا بود.
از باشگاه‌هایی که در آن بازی کرده‌است می‌توان به باشگاه فوتبال اینتر میلان، باشگاه فوتبال اودینزه، باشگاه فوتبال کاتانیا، باشگاه فوتبال پادوا، باشگاه فوتبال نووارا، باشگاه فوتبال پالرمو، و باشگاه فوتبال ناپولی اشاره کرد.